# مهدی مناجاتی
مهدی مناجاتی (زاده ۸ تیر ۱۳۲۵ در تهران) بازیکن سابق فوتبال ایران است. وی سابقه بازی در باشگاه فوتبال پاس تهران را دارد.
مهدی مناجاتی سرمربی تیم فوتبال سپاهان اصفهان در لیک آزادگان سال ۱۳۷۷–۱۳۷۸ بود.
وی سابقه ۱۵ بازی و یک گل ملی در کارنامه دارد.
مناجاتی در سال ۱۳۶۸ سرمربی تیم ملی فوتبال ایران بوده‌است.